# Abbatiale de Berteaucourt-les-Dames
L'Abbatiale de Berteaucourt-les-Dames qui est l'église principale de l'abbaye ne doit pas être confondue avec l'Abbaye Notre-Dame de Berteaucourt-les-Dames
L’abbatiale Saint-Nicolas de Berteaucourt-les-Dames est située à Berteaucourt-les-Dames, dans le département de la Somme. Elle a été édifiée à la fin du XIIe et au tout début du XIIIe siècle. Elle est de style roman tardif. C’est l’un des derniers édifices romans de Picardie construit avant l’avènement du gothique.

## Histoire
L’église abbatiale fut à la Révolution transformée en église paroissiale et à demi-détruite au début du XIXe siècle.
Classée sur la première liste des Monuments historiques de 1840, elle fut restaurée sous le Second Empire et au début de la IIIe République par l’architecte Edmond Duthoit qui reconstruisit un chœur et le bas-côté nord.

## Description de l’édifice
Le plan de l’édifice actuel est tronqué du fait de la disparition du chœur initial et du transept qui représentaient la moitié de l'édifice soit une trentaine de mètres.

### Extérieur
La façade occidentale se compose de trois éléments principaux :
- Le portail à trois voussures en plein cintre. Dans la voussure inférieure sont représentés des feuillages, sur les deux autres sont représentés des anges et des scènes de l’Ancien Testament.  On y distingue le Christ couronnant l’Église et dévoilant la Synagogue ainsi que Jacob et l’Ange. Le tympan a été modifié au XVIIe siècle car le sol de l’église a été surélevé. Il est orné d’un fretté (quadrillage) dont chaque maille encadre une marguerite. Les piédroits sont surélevés de deux pilastres cannelés plus petits.
- Au-dessus du portail, quatre colonnes engagées dont trois surmontées d’un personnage sculpté non identifié encadrent une haute fenêtre en arc en plein contre et avec un oculus de chaque côté. Ils sont encadrés en haut et en bas d’un bandeau à modillons.
- Le fronton est orné d’un médaillon dans lequel s’inscrit le Christ en croix dont les bras sont aussi longs que le corps. À ses pieds sont représentés à genoux Adam et Eve.

Le clocher du XIIIe siècle a été remanié au XVIIIe.

### Intérieur
- La nef de six travées mesure trente mètres de long et la hauteur des voûtes culmine à près de trente mètres également. Les voûtes sont en berceau de bois, les colonnes cylindriques alternativement sont surmontées de chapiteaux qui supportent un faisceau de colonnettes. Les fenêtres sont encadrées d’arcs en plein cintre.
- Dans les collatéraux, les travées sont encadrées par des arcs brisés ; des chapiteaux historiés représentant des feuillages ou des personnages surmontent les colonnes. L’un des chapiteaux est orné d’un décor oriental (palmier, homme avec une coiffe byzantine, …)
- La première travée du collatéral sud est occupée par le clocher. Au fond de ce collatéral, la chasse de Saint Gauthier renferme une de ses côtes.
- Au sud de la nef se dresse le mausolée de Charlotte d'Halluin, vingt-cinquième abbesse de Berteaucourt décédée en 1586. Daté de 1605, c’est un monument sculpté polychrome représentant l’abbesse au premier plan, avec au centre Jésus et certains de ses apôtres au Jardin des Oliviers.
- Tableau sur toile (XVIIe siècle), La Sainte Famille ; Sainte Anne, Saint Joachim, d’après Rubens, classé au titre objet en 2004.

## Pour approfondir